# 崔相國
崔相國（？—？）為中國清朝武官官員，本籍河南。1708年（康熙47年）奉旨調任前往台灣，接任王元擔任台灣鎮總兵。是台灣清治時期此期間，受台灣道制約的台灣地區最高軍事首長。又任浙江處州鎮（今屬麗水市）总兵、温州总兵。
| 前任： 王元 | 台灣鎮總兵 1708年上任 | 繼任： 姚堂 |

## 家庭
- 儿崔應階，闽浙总督、刑部尚书。
- 孙儿崔玟。妻郝氏，镶黄旗汉军、闽浙及两江总督郝玉麟之孙女。